# الدوري الكرواتي الممتاز 2000–01
الدوري الكرواتي الممتاز 2000–01 (بالكرواتية: 1. HNL 2000./01.)‏ هو الموسم 10 من  الدوري الكرواتي الممتاز. أقيم خلال الفترة 30 يوليو 2000 وحتى 27 مايو 2001، وأشرف على تنظيمه اتحاد كرواتيا لكرة القدم، وكان عدد الأندية المشاركة فيه  12، وفاز فيه هايدوك سبليت.